# Posen
Posen, polnisch Poznań ([ˈpɔznaɲ]ⓘ), ist die Hauptstadt der polnischen Woiwodschaft Großpolen und mit etwa 540.000 Einwohnern die fünftgrößte polnische Stadt. Posen war in preußischer Zeit seit 1815 Hauptstadt der Provinz Posen, bis im Gefolge eines polnischen Aufstands nach dem Ende des Ersten Weltkriegs der Versailler Vertrag 1920 sowohl Stadt als auch Provinz dem neu errichteten Polen zuschlug, zu dem es bis heute gehört.

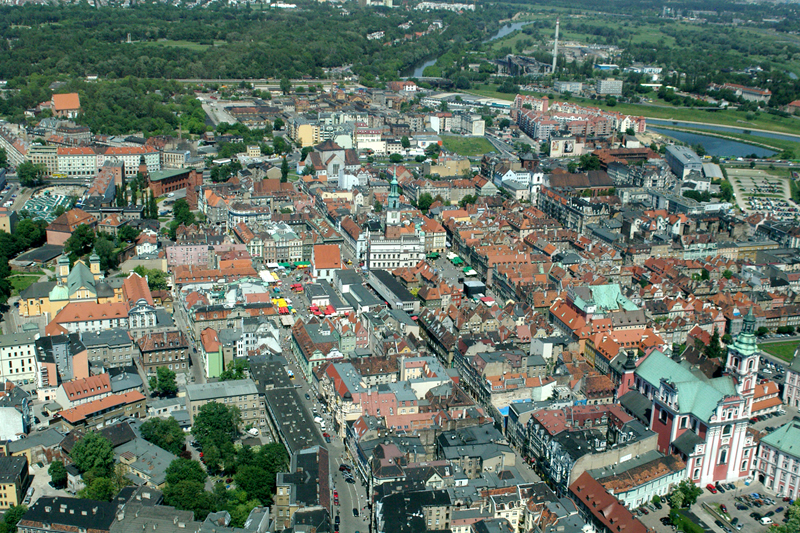
Blick auf die Posener Altstadt (2006)

Mit der Adam-Mickiewicz-Universität ist sie ein Zentrum von Industrie, Handel und Forschung. Im Jahr 2016 kandidierte sie für die Wahl zur Kulturhauptstadt Europas.

## Lage

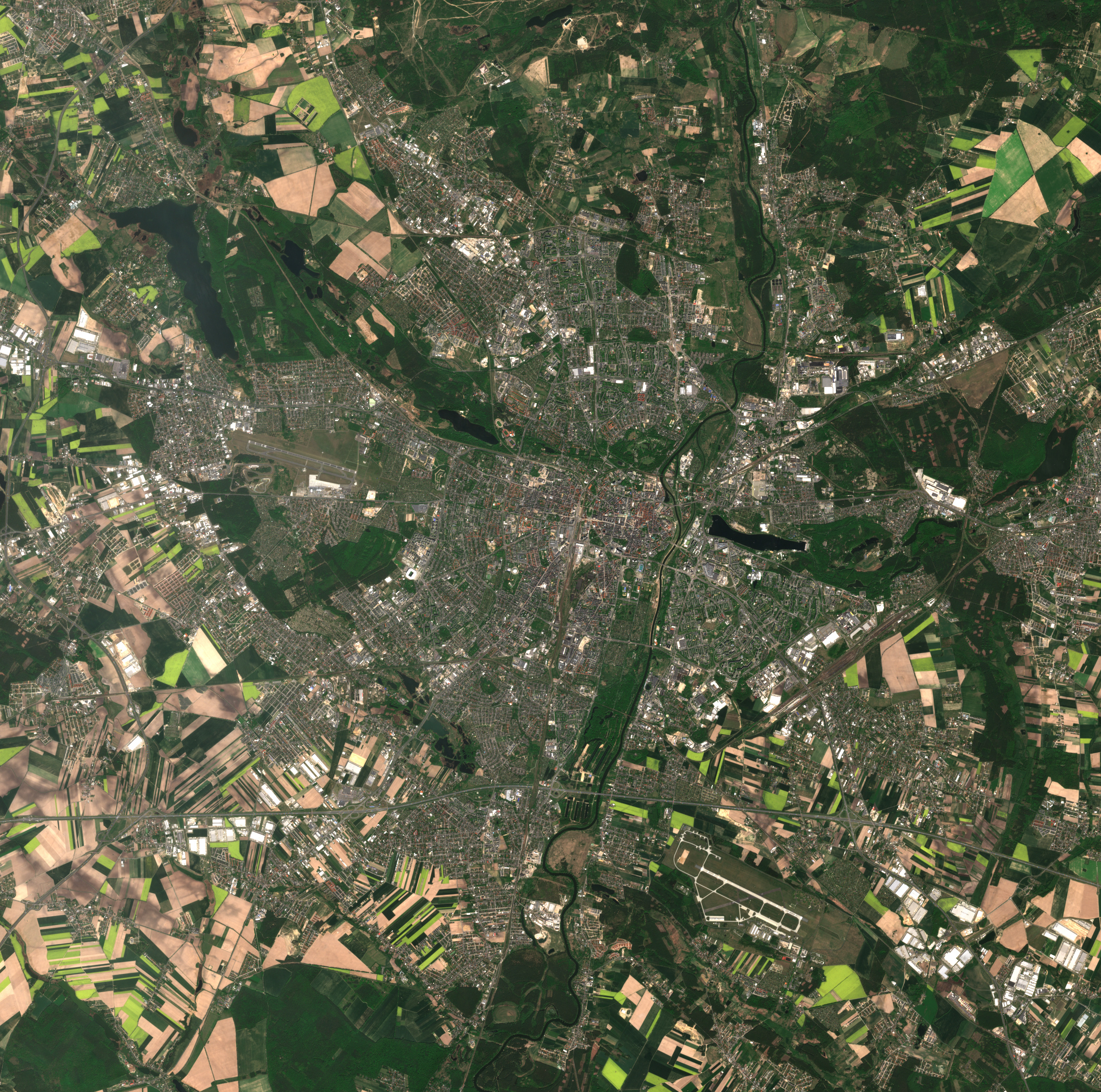
Satellitenbild

Die Stadt liegt in Großpolen, dem historischen Kern Polens, am Fluss Warthe, ungefähr in der Mitte zwischen Berlin und Warschau.

### Stadtgliederung

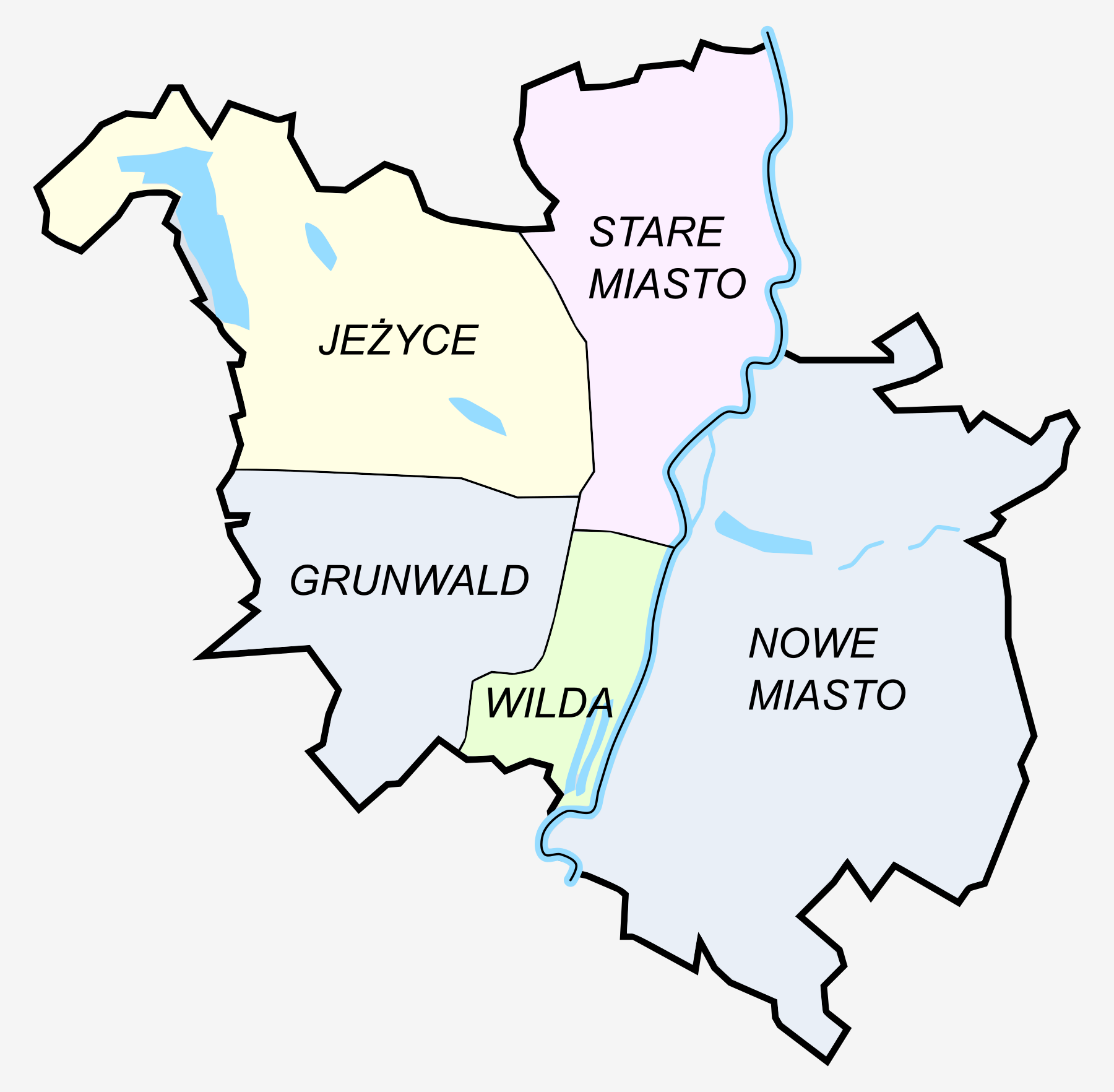
Karte der Stadtteile

Posen ist in fünf Stadtteile aufgeteilt:
| Name         | deutscher Name (1815–1918 und 1939–1945) | Einwohner | Fläche in km² |
| ------------ | ---------------------------------------- | --------- | ------------- |
| Grunwald     | Grunwald                                 | 125.500   | 36,2          |
| Jeżyce       | Jersitz                                  | 81.300    | 57,9          |
| Nowe Miasto  | Neustadt                                 | 142.200   | 105,1         |
| Stare Miasto | Altstadt                                 | 161.200   | 47,1          |
| Wilda        | Wilda (1940–1945 Wilde)                  | 63.800    | 15,0          |

### Klima und Wetter
|                       | Jan  | Feb  | Mär  | Apr  | Mai  | Jun  | Jul  | Aug  | Sep  | Okt  | Nov | Dez  |   |      |
| Mittl. Tagesmax. (°C) | 0,5  | 2,2  | 6,8  | 13,0 | 18,8 | 22,1 | 23,5 | 23,1 | 18,7 | 13,1 | 6,4 | 2,2  | ⌀ | 12,6 |
| Mittl. Tagesmin. (°C) | −4,8 | −3,9 | −0,8 | 2,8  | 7,7  | 11,2 | 12,5 | 12,2 | 9,0  | 5,3  | 1,2 | −2,6 | ⌀ | 4,2  |
|                       |      |      |      |      |      |      |      |      |      |      |     |      |   |      |
| Niederschlag (mm)     | 30   | 24   | 27   | 36   | 53   | 60   | 69   | 57   | 43   | 39   | 39  | 38   | Σ | 515  |
|                       |      |      |      |      |      |      |      |      |      |      |     |      |   |      |
| Sonnenstunden (h/d)   | 1,3  | 2,2  | 3,5  | 5,1  | 7,1  | 7,2  | 7,0  | 6,6  | 4,6  | 3,3  | 1,3 | 1,0  | ⌀ | 4,2  |
|                       |      |      |      |      |      |      |      |      |      |      |     |      |   |      |
| Regentage (d)         | 8    | 7    | 7    | 7    | 8    | 9    | 9    | 9    | 7    | 7    | 9   | 10   | Σ | 97   |
|                       |      |      |      |      |      |      |      |      |      |      |     |      |   |      |
| Luftfeuchtigkeit (%)  | 87   | 85   | 78   | 71   | 68   | 71   | 72   | 73   | 78   | 83   | 87  | 89   | ⌀ | 78,5 |

| −4,8 |

| −3,9 |

| −0,8 |

| 2,8 |

| 7,7 |

| 11,2 |

| 12,5 |

| 12,2 |

| 9,0 |

| 5,3 |

| 1,2 |

| −2,6 |

| −4,8 |

| −3,9 |

| −0,8 |

| 2,8 |

| 7,7 |

| 11,2 |

| 12,5 |

| 12,2 |

| 9,0 |

| 5,3 |

| 1,2 |

| −2,6 |

## Geschichte

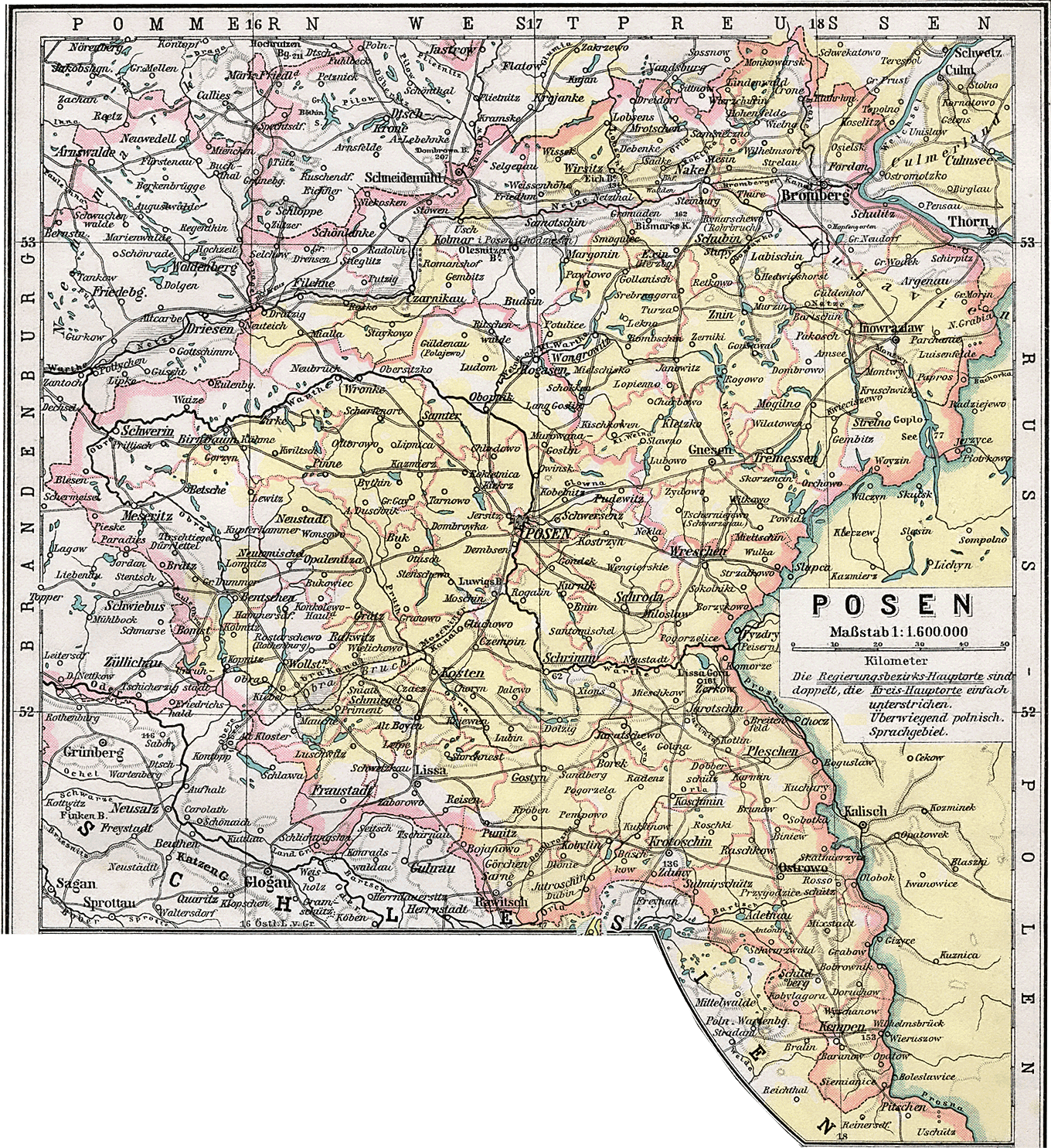
Die Stadt Posen auf einer Landkarte der Provinz Posen von 1905 (gelb markierte Flächen kennzeichnen Gebiete mit seinerzeit mehrheitlich polnischsprachiger Bevölkerung)

### Vorgeschichte und Mittelalter
Die frühesten Siedlungsspuren sind 12.000 Jahre alt. Die Lage beidseits der Warthe, an den uralten Handelspfaden zwischen Ost- und Westeuropa, ermöglichte Posen eine stetige Entwicklung. In der Zeit der Völkerwanderung verließen die ostgermanischen Burgunden diese Gegend, und slawische Volksstämme aus dem Osten siedelten sich an.
Die erste Nennung Posens fällt mit der Erwähnung der Stadt als erstem polnischen Bischofssitz im Jahre 968 zusammen (siehe Erzbistum Posen). Aus dieser Zeit stammt auch der erste Vorgängerbau des Posener Doms. In der Kathedrale wurden die ersten Herrscher Polens bestattet. Eine weitere Erwähnung erfolgt in der Thietmarchronik zum Jahr 1005. Daraus sowie aus Grabungsfunden geht hervor, dass Posen eine der am stärksten ausgebauten Festungen in Polen war, als dieses unter Bolesław I. Chrobry aus dem Herrschergeschlecht der Piasten zum Königreich wurde.
Im Jahr 1038 überfiel Böhmen das Piastenland, entführte die kostbaren Reliquien des heiligen Adalbert und besetzte Schlesien. Der Einfall des böhmischen Fürsten Břetislav I. konnte aber die wirtschaftliche Entwicklung Posens ebenso wenig aufhalten wie die Verlegung der polnischen Hauptstadt von Gnesen nach Krakau durch Kasimir I. den Erneuerer. Die erste Burg und die ältesten Siedlungen Posens lagen auf dem rechten Wartheufer und an der Cybina. An der Wende vom 12. zum 13. Jahrhundert wandelte sich Posen von einer Wehrburg und einem Fürstensitz in eine Stadt nach westeuropäischem Vorbild. Unter Przemysł I. gründeten deutsche Einwanderer 1253 der Altstadt gegenüber auf dem linken Ufer der Warthe eine Siedlung nach Magdeburger Recht. Sein Sohn Przemysł II. residierte in der Stadt als König von Polen  (1295–1296) auf dem Posener Königsschloss.

### Posen vom 16. Jahrhundert bis zur Zweiten Polnischen Teilung 1793

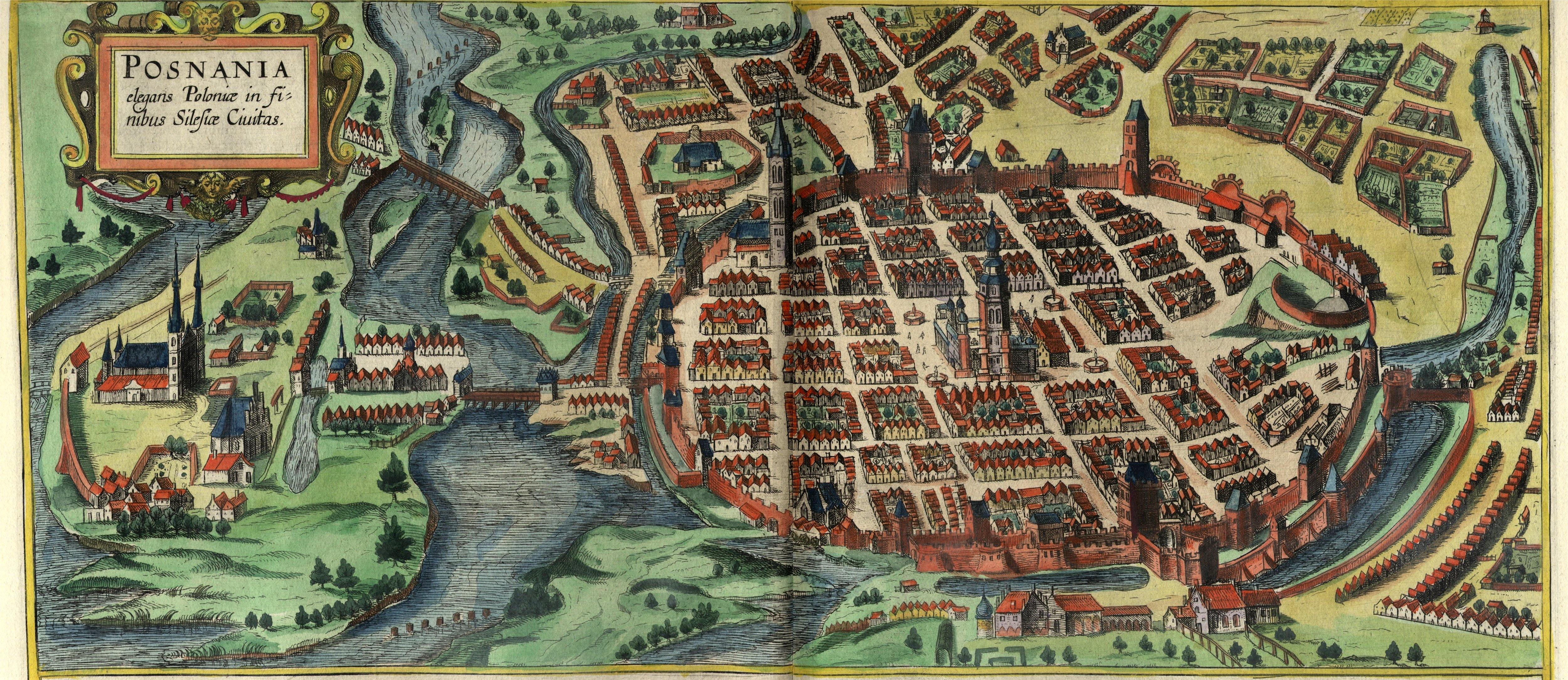
Posen um 1617

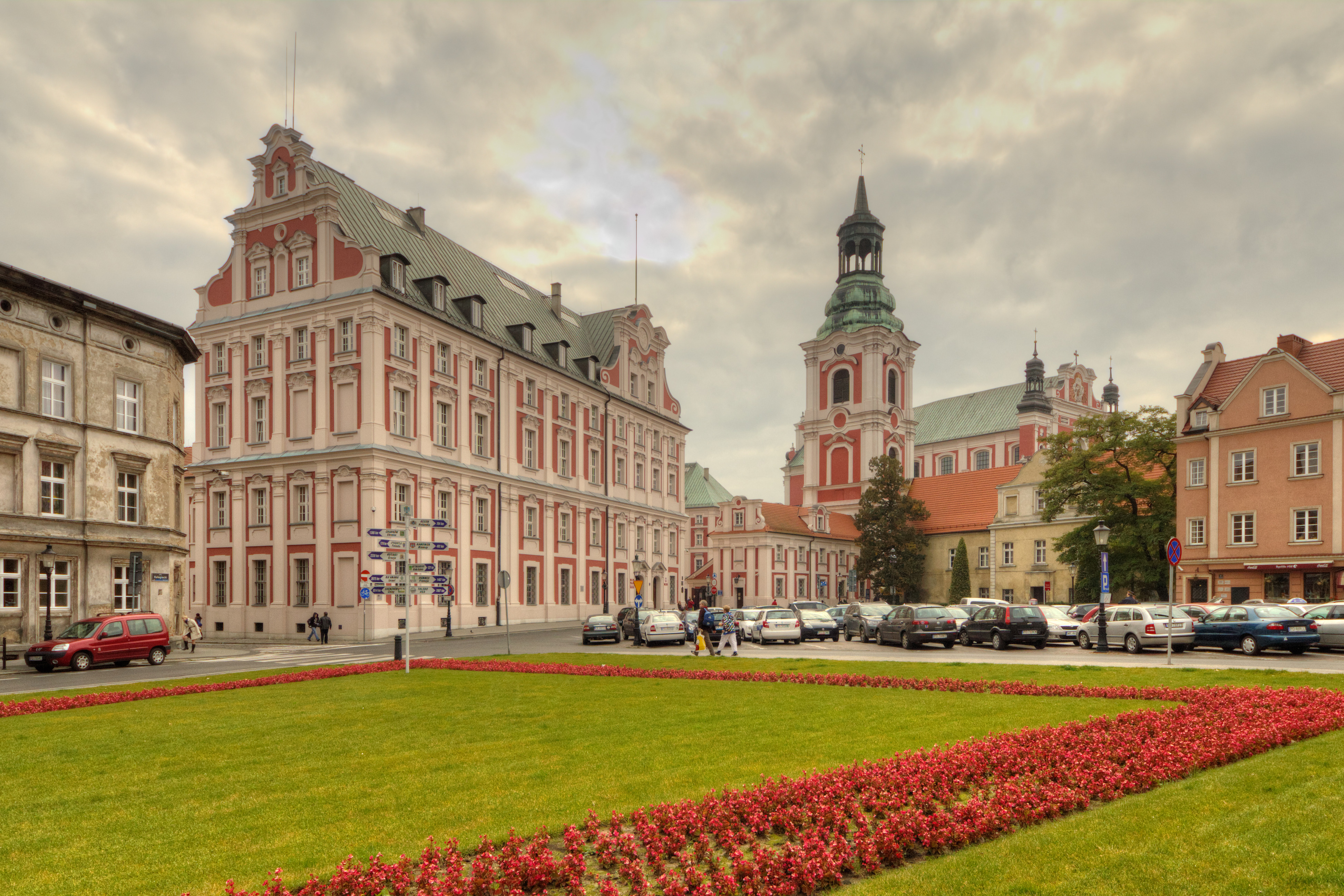
Jesuitenkolleg, um 1571 errichtet

Im 16. Jahrhundert blühte die Stadt auf und wurde eines der wichtigsten Handelszentren des damaligen polnischen Staates. 1519 stiftete Bischof Jan Lubrański ein Kollegium, das mit der Zeit den Namen Lubrański-Akademie bekam. In den Jahren 1550 bis 1560 baute der Tessiner Baumeister Gianbattista Quadro, der später auch das Warschauer Königsschloss neu entwarf, das Rathaus um. Das Jesuitenkolleg Posen wurde 1571 gegründet. Im 16. Jahrhundert hatte Posen etwa 30.000 Einwohner.
Im 17. und 18. Jahrhundert hemmten Feuersbrünste, Überschwemmungen und Kriege sowie veränderte Handelsrouten die Entwicklung der Stadt. Die Situation änderte sich erst unter der Regierung von König Stanisław August in der zweiten Hälfte des 18. Jahrhunderts. Die vom König zur grundlegenden Reform des polnischen Staates eingesetzte Kommission der Guten Ordnung erreichte gemeinsam mit den städtischen Behörden den Wiederaufbau Posens, die Wiederbelebung von Handel und Handwerk. Zum Ende des 18. Jahrhunderts zählte die Stadt Posen wieder 15.000 Einwohner.

### Preußische Zeit (1793–1918)

Stadtplan um 1905

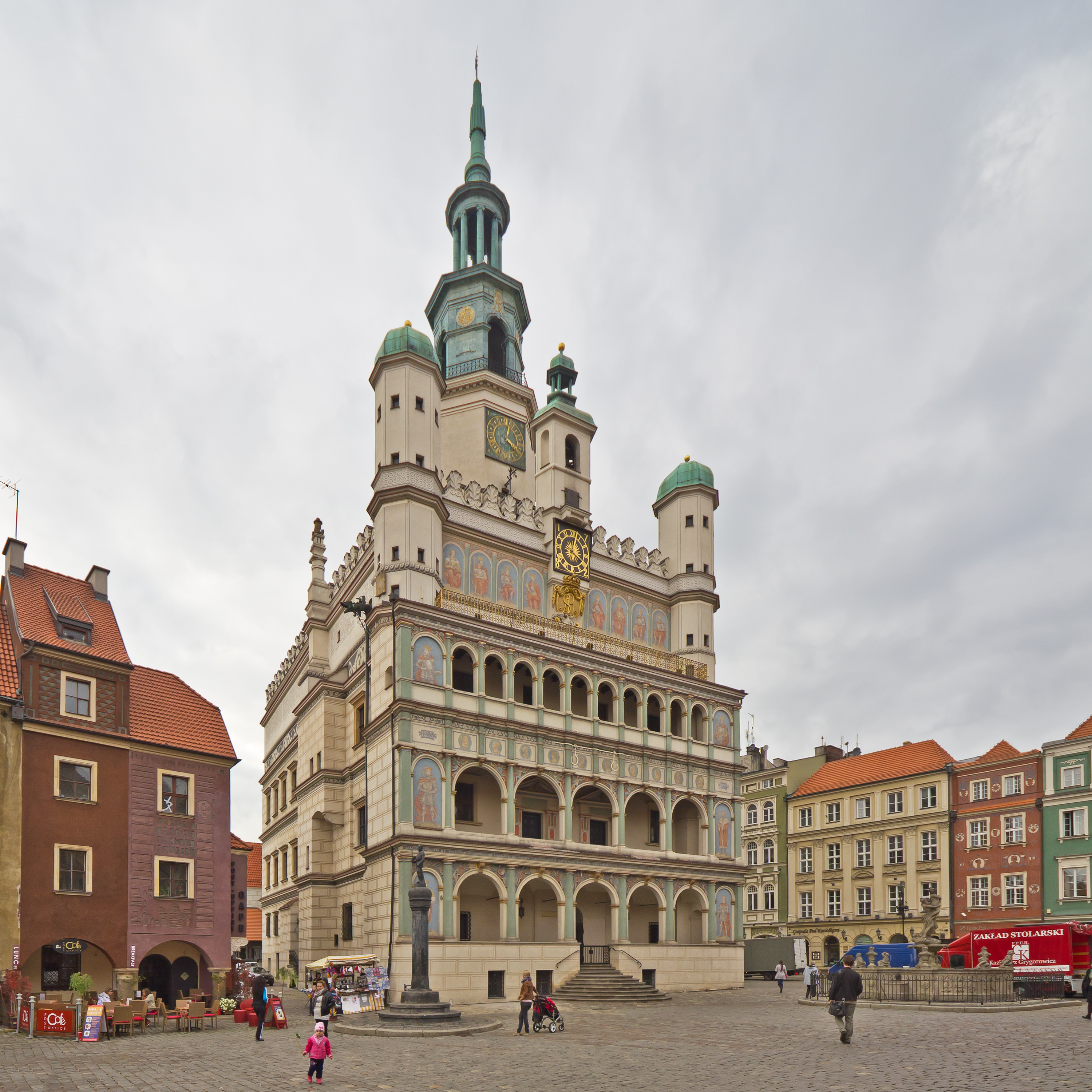
Rathaus Posen (2013)

Im Zuge der Zweiten Polnischen Teilung marschierten preußische Truppen am 30. Januar 1793 in Posen ein. Die Stadt gehörte danach zum Gebiet der neuen Provinz Südpreußen des Königreichs Preußen. Nach mehr als 500 Jahren des formalen Nebeneinanders wurden 1793 die beiden Teilstädte Posens vereinigt.
In den ersten Jahren der preußischen Herrschaft hatten die polnischen Einwohner die gleichen Rechte wie die preußischen. Die Gleichbehandlung galt auch der Sprache, sodass das Polnische in Schulen und Behörden gebraucht wurde, obwohl man sich bemühte, den Anteil der deutschen Bevölkerung durch Begünstigungen bei der Ansiedlung zu erhöhen.
Am 11. Dezember 1806, also während der Napoleonischen Kriege, erfolgte mit der Unterzeichnung eines Friedensvertrages in Posen zwischen Frankreich und Sachsen die Erhebung Sachsens zum Königreich.
Die Stadt Posen wurde durch zwei neuerliche Gebietswechsel betroffen. Nach der Niederlage Preußens gegen das napoleonische Frankreich wurde Großpolen samt Posen von 1807 bis 1815 Bestandteil des kurzlebigen pronapoleonischen Herzogtums Warschau. Auf dem Wiener Kongress wurde Posen als Teil des Großherzogtums Posen schließlich wieder dem Königreich Preußen zugeschlagen. Der polnische Adlige Anton Radziwiłł wurde als Statthalter in der Provinzhauptstadt Posen eingesetzt. Die Stadtregierung wurde von preußischen Beamten übernommen und die polnische Amtssprache durch die deutsche ersetzt, was erst der Anfang der Germanisierung werden sollte.
Nach dem Novemberaufstand von 1830 wurde die Sonderstellung des Großherzogtums innerhalb des preußischen Staatswesens weitgehend beseitigt. Nach der Märzrevolution von 1848 wurde das Gebiet nur noch Provinz Posen genannt. Ab der zweiten Hälfte des 19. Jahrhunderts geriet die polnische Sprache immer mehr unter politischen Druck. So wurde beispielsweise der polnischsprachige Schulunterricht systematisch zurückgedrängt. Hinzu traten der Kulturkampf mit kulturellen, konfessionellen (die polnische Bevölkerung war fast gänzlich katholisch) und ökonomischen Repressionen sowie weitere staatlich unterstützte Antipolonismen, wie die des Deutschen Ostmarkenvereins, der 1894 in Posen gegründet und Vorgängerorganisation des Bundes Deutscher Osten wurde.
In dieser Zeit wurden einige bedeutsame Bauten errichtet, so die Raczyński-Bibliothek (1829), das Hotel „Bazar“ (1841) und das Stadttheater (1875). Ein intellektuelles Zentrum der polnischen Bildungselite war die „Gesellschaft der Freunde der Wissenschaften“ (1857). Maßgeblich für die Industrialisierung wurde insbesondere die Maschinenfabrik Hipolyt Cegielskis.

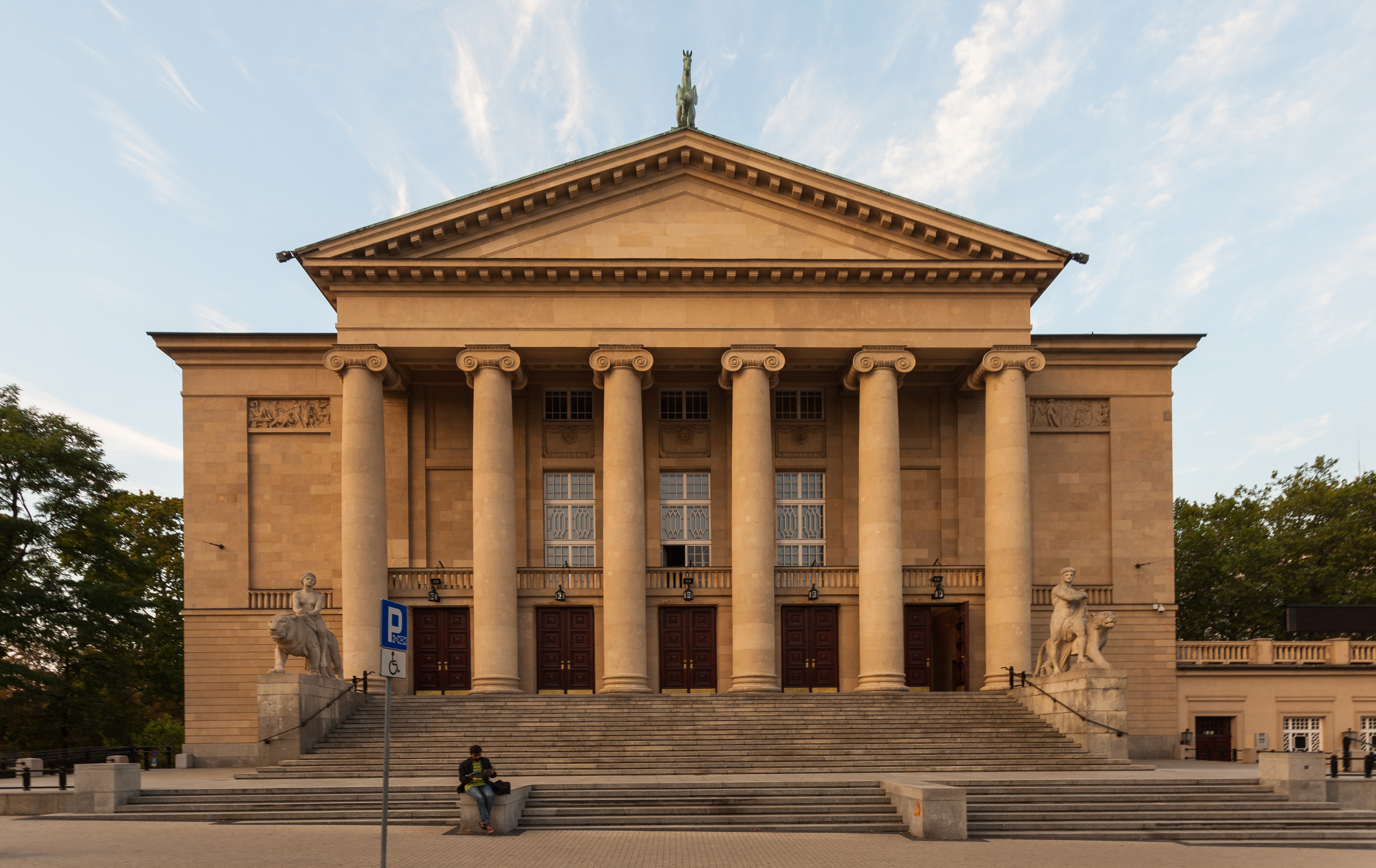
Neues Stadttheater (Opernhaus), 2014

Nachdem 1902 die ein Jahrhundert zuvor errichteten preußischen Befestigungen abgerissen worden waren, konnte Joseph Stübben, einer der bekanntesten deutschen Stadtplaner seiner Zeit, ein repräsentatives Stadtviertel entwerfen. In den folgenden Jahren wurde eine Reihe öffentlicher Gebäude in verschiedenen Baustilen errichtet: 1904 der Neubau des 1857 als Museum für polnisches und slawisches Altertum gegründeten Kaiser-Friedrich-Museums am Wilhelmsplatz, heute Nationalmuseum am plac Wolności (Freiheitsplatz), die Königliche Akademie (1905–1910 von Eduard Fürstenau, heute Collegium Minus), das Residenzschloss (1905–1910 von Franz Heinrich Schwechten) mit vollständiger neobyzantinischer Goldmosaizierung der Schlosskapelle von August Oetken und das Neue Stadttheater (1908–1910 von Max Littmann). 1911 gipfelte die positive wirtschaftliche Entwicklung Posens in der Ausrichtung der Ostdeutschen Ausstellung für Industrie, Gewerbe und Landwirtschaft.
Zu Beginn des 20. Jahrhunderts hatte Posen 15 katholische und drei evangelische Kirchen sowie mehrere Synagogen.

### Polnische Zwischenkriegszeit (1918–1939)
Am Ende des Ersten Weltkrieges traten starke ethnische Spannungen in der Stadt auf. Die polnischsprachige Mehrheit sah in der sich abzeichnenden militärischen Niederlage des deutschen Kaiserreiches eine Chance für eine Eingliederung der Stadt in den wiedergegründeten polnischen Staat. Ihr Großpolnischer Aufstand, vom 27. Dezember 1918 bis Februar 1919, der sich von der Stadt Posen aus auf die Provinz ausdehnte, erreichte sein Ziel: Posen und weite Teile der preußischen Provinz Posen wurden im Zuge des Versailler Vertrages dem restaurierten polnischen Staat ohne vorherige Volksabstimmung angegliedert. In den Jahren 1919 bis 1923 verließen 50.000 der etwa 60.000 Deutschen die Stadt, was jedoch nicht zur Senkung der Einwohnerzahl führte.
In der gesamten Zwischenkriegszeit erfuhr Posen eine vielseitige Entwicklung. Im Jahre 1919 wurden die Posener Universität und die Technische Universität Posen ins Leben gerufen. Während des Polnisch-Sowjetischen Krieges haben sowohl die Posener Einheiten als auch das Geld der Posener Banken den Ausgang wesentlich beeinflusst. Ab dem Jahr 1921 fanden die Posener Handelsmessen statt, die ab 1925 auch internationale Beachtung fanden. Das beeinflusste nicht nur den Bau der Ausstellungshallen, sondern mittelbar auch den anderer repräsentativer Bauten und einiger Theater sowie die Anlage von Villensiedlungen wie etwa Dębiec und Ostroroga und von Mittelstandsiedlungen wie Główna, Starołęka, Komandoria, Rataje und Winiary. Die industrielle Entwicklung in den zwanziger Jahren erreichte mit der Allgemeinen Landesausstellung von 1929 einen Höhepunkt. Mit der Industrialisierung wuchsen gleichzeitig die Kommunikationsinfrastruktur der Stadt sowie der Lebensstandard ihrer Einwohner. Seit 1919 verdoppelte sich die Einwohnerzahl fast und erreichte 1939 275.000 (davon ca. 6.000 Deutsche).

### Posen unter deutscher Besatzung (1939–1945)

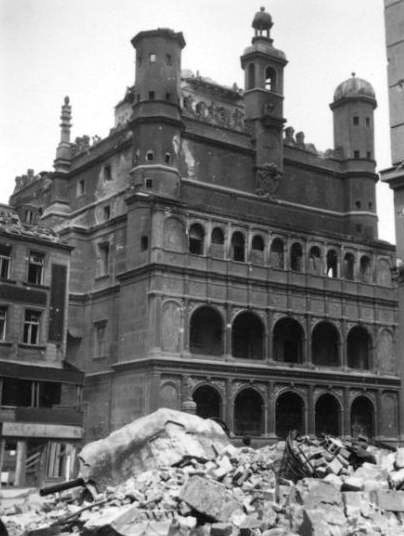
Das schwer beschädigte Rathaus nach Ende des Zweiten Weltkrieges 1945

Beim Überfall auf Polen besetzte die Wehrmacht Posen am 10. September 1939, und die Stadt wurde zur Hauptstadt des neugeschaffenen „Reichsgaus Wartheland“ erklärt. Die polnische Bevölkerung wurde ab Anfang September 1939 systematischem Terror ausgesetzt. Dazu zählten Exekutionen und Massenverhaftungen der Zivilbevölkerung. In der ersten Phase wurden polnische Wissenschaftler, Angehörige der Intelligenz und Teilnehmer des Aufstands von 1918/1919 die Opfer, die im Fort VII in Posen den Tod fanden; insgesamt wurden dort zwischen Oktober 1939 und Februar 1945 ca. 20.000 Menschen ermordet. Die im Herbst 1939 an Psychiatriepatienten im Fort VII erstmals im Dritten Reich erprobten Vergasungen wurden gleicherorts im Dezember Heinrich Himmler vorgeführt und wenig später durch die Aktion T4 im gesamten dritten Reich ausgeübt. Ein großer Teil der in der ersten Phase von den Verhaftungen und Exekutionen verschont gebliebenen polnischen Bevölkerung, ungefähr 100.000 Personen, wurde vertrieben oder in andere Konzentrationslager deportiert. Davon kamen weitere ca. 10.000 Posener um. In und um Posen befanden sich weitere Konzentrations- und Arbeitslager, und zwar in Krzesiny (deutsch: Kreising) (für ca. 10.000 Häftlinge), Smochowice (für ca. 2.000 Häftlinge), Dębiec (für ca. 2.000 Häftlinge), Zabikowo (für ca. 2.000 Häftlinge) und ein Kriegsgefangenenlager, wo 1940 bis 1945 rund 7.000 Franzosen, Briten und Sowjets inhaftiert waren.
Als Neubürger Posens wurden vor allem Deutschbalten angesiedelt. Unter dem Oberbürgermeister Gerhard Scheffler und dem Planer Walther Bangert wurden Entwürfe für eine weitreichende Umgestaltung und Erweiterung Posens fertiggestellt, die aber kriegsbedingt nicht ausgeführt wurden.
 An der Umgestaltung der Stadt beteiligte das NS-Regime 1943 die Bildhauer Gerhard Marcks, Bernhard Bleeker, Fritz Klimsch, Ernst Kunst und Richard Scheibe mit der Herstellung von Denkmälern. Zusätzlich sollten dekorative Bildwerke von Georg Kolbe, Fritz Behn, Max Esser, Paul Merling, Arno Breker, Hanna Cauer, Paul Bronisch, Adolf Abel und Martin Werner von der Stadt angekauft und aufgestellt werden.
Unter dem NS-Gauleiter Arthur Greiser wurden der Eingangsbereich und das Innere des Schlosses zur ersten und einzigen „Führerresidenz“ des Deutschen Reiches  1933 bis 1945 umgebaut. Dabei wurde die Schlosskapelle, eines der größten neobyzantinischen Mosaik-Gesamtkunstwerke Europas, abgerissen.
Die Nationalsozialisten gründeten im April 1941 die Reichsuniversität Posen. Die polnischen Universitäten waren seit September 1939 geschlossen, die Posener Professoren unterrichteten aber im Untergrund unter anderem an der Uniwersytet Ziem Zachodnich UZZ („Universität der Westgebiete“) weiter.
Am 4. Oktober 1943 fand in Posen ein Treffen von SS-Kommandeuren, am 6. Oktober ein weiteres Treffen von Reichs- und Gauleitern statt. Bei diesen Gelegenheiten hielt der Reichsführer SS Heinrich Himmler seine beiden Posener Reden, in denen er sich über die geheimen Vernichtungsaktionen des Regimes offen aussprach.
Am 29. Mai 1944 war die damals von 28,3 % Deutschen besiedelte Stadt Ziel eines alliierten Luftangriffs, unter anderem auf die Fabrikanlagen von Focke-Wulf und der AFA. Am 23. Februar 1945 wurde die Stadt in der Schlacht um Posen durch Einheiten der Roten Armee unter General Wassili Iwanowitsch Tschuikow erobert.

### Geschichte seit 1945

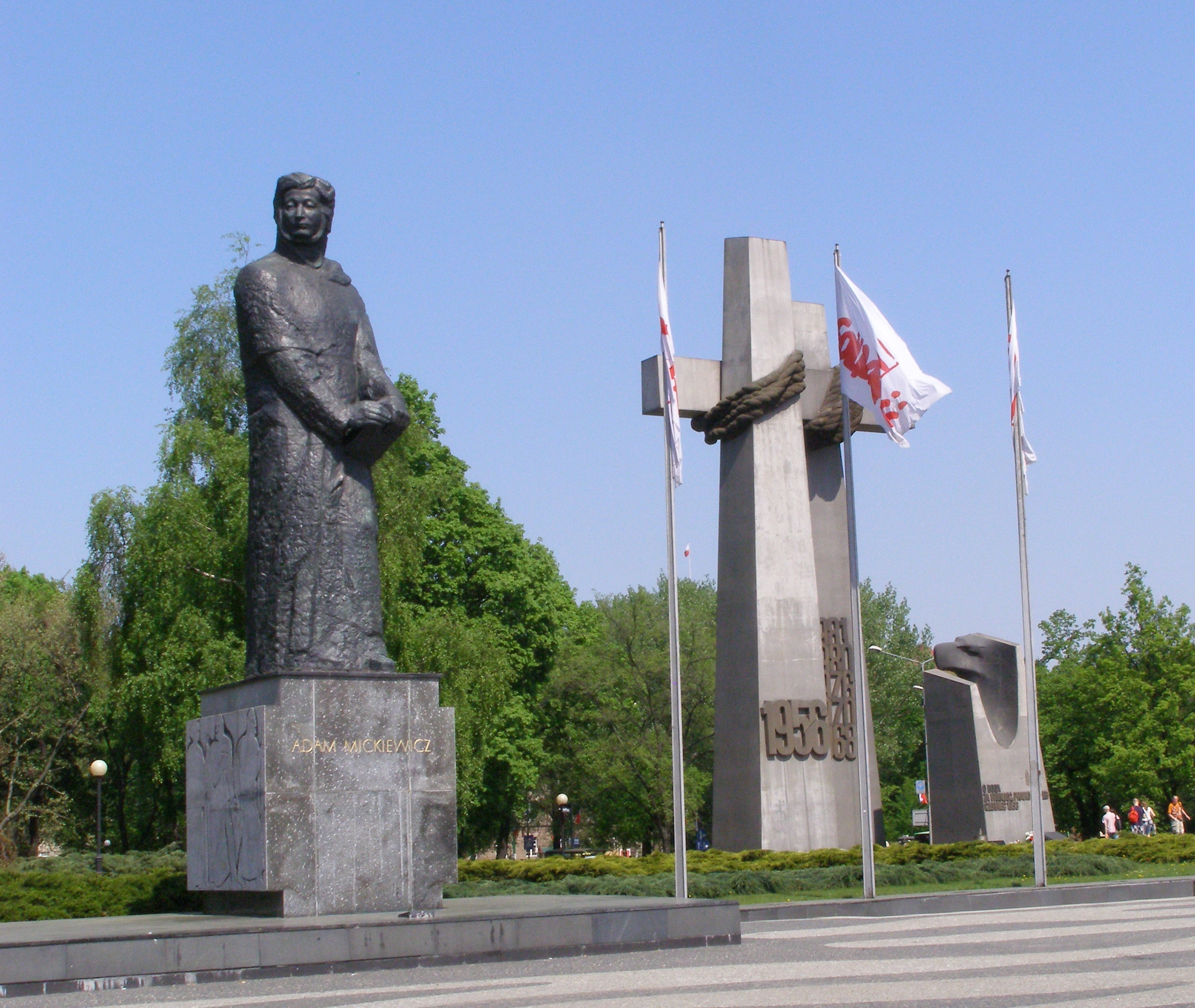
Neben dem Adam-Mickiewicz-Denkmal erinnert ein Kreuzdenkmal an den Posener Aufstand von 1956

Nach der Einnahme der Stadt wurde in den Jahren 1945 bis 1947 nahezu die gesamte deutschsprachige Bevölkerung Posens vertrieben. Ihren Besitz musste sie zurücklassen. Die Folgezeit war durch den Wiederaufbau der kriegsbedingt zerstörten Stadt geprägt. Insbesondere das im Krieg schwer beschädigte Rathaus und der historische Marktplatz stellen heute eine bedeutende Touristenattraktion dar.
Unmittelbar nach dem Kriegsende wurde das West-Institut gegründet, das zur führenden Stelle der polnischen Deutschlandforschung ausgebaut wurde.
Im Juni 1956 entwickelte sich aus Streiks der Arbeiter in der Stadt der folgenreiche Posener Aufstand, den am 28./29. Juni die Polnische Volksarmee blutig niederschlug.
1983 und 1997 besuchte Papst Johannes Paul II. die Stadt.
1998 traf sich im Rahmen des Weimarer Dreiecks Bundeskanzler Helmut Kohl mit den Präsidenten Frankreichs und Polens, Jacques Chirac und Aleksander Kwaśniewski, in Posen.
Im Jahr 2003 jährte sich zum 750. Mal die Verleihung der Stadtrechte an Posen durch die Piastenfürsten Przemysł I. und Bolesław den Frommen. Die Stadtverwaltung und die Stiftung „750 Jahre Stadtrechte Posens“ haben aus diesem Anlass eine große Reihe von Ereignissen und Veranstaltungen aus Politik und Kultur durchgeführt, die unter der Schirmherrschaft von Aleksander Kwaśniewski stand.

## Politik

### Stadtpräsident
An der Spitze der Verwaltung steht der Stadtpräsident. Es ist seit 2014 Jacek Jaśkowiak von der Platforma Obywatelska. Die Wahl 2024 führte zu folgendem Ergebnis:
- Jacek Jaśkowiak (Koalicja Obywatelska) 43,7 % der Stimmen
- Zbigniew Czerwiński (Zjednoczona Prawica – Posen) 20,3 % der Stimmen
- Przemysław Plewiński (Trzecia Droga) 19,1 % der Stimmen
- Beata Urbańska (Lewica) 10,7 % der Stimmen
- Łukasz Garszewski (Wahlkomitee für eine neue Sozialinitiative) 6,1 % der Stimmen

In der damit notwendigen Stichwahl wurde Amtsinhaber Jaskowiak mit 70,7 % gegen Czerwiński wiedergewählt.
Die Wahl 2018 führte zu folgendem Ergebnis:
- Jacek Jaśkowiak (Koalicja Obywatelska) 56,0 % der Stimmen
- Tadeusz Zysk (Prawo i Sprawiedliwość) 21,3 % der Stimmen
- Tomasz Lewandowski (Sojusz Lewicy Demokratycznej/Lewica Razem) 7,7 % der Stimmen
- Jarosław Pucek (Wahlkomitee Jarosław Pucek) 7,5 & der Stimmen
- Dorota Bonk-Hammermeister (Wahlkomitee soziales Recht auf die Stadt) 3,5 % der Stimmen
- Przemysław Jakub Hinc (Kukiz’15) 2,3 % der Stimmen
- Wojciech Bratkowski (Wahlkomitee für eine neue Sozialinitiative) 1,8 % der Stimmen

Damit wurde Jaskowiak bereits im ersten Wahlgang wiedergewählt.

### Stadtrat
Der Stadtrat besteht aus 34 Mitgliedern und wird direkt gewählt. Die Stadtratswahl 2024 führte zu folgendem Ergebnis:
- Koalicja Obywatelska (KO) 49,1 % der Stimmen, 22 Sitze
- Zjednoczona Prawica – Posen (ZP) 18,0 % der Stimmen, 6 Sitze
- Lewica 12,0 % der Stimmen, 3 Sitze
- Trzecia Droga 11,6 % der Stimmen, 3 Sitze
- Wahlkomitee für eine neue Sozialinitiative 6,0 % der Stimmen, kein Sitz
- Übrige 3,2 % der Stimmen, kein Sitz

Die Stadtratswahl 2018 führte zu folgendem Ergebnis:
- Koalicja Obywatelska (KO) 46,8 % der Stimmen, 21 Sitze
- Prawo i Sprawiedliwość (PiS) 22,1 % der Stimmen, 9 Sitze
- Sojusz Lewicy Demokratycznej (SLD) / Lewica Razem (LR) 10,0 % der Stimmen, 2 Sitze
- Wahlkomitee soziales Recht auf die Stadt 9,7 % der Stimmen, 2 Sitze
- Wahlkomitee Jarosław Pucek 6,5 % der Stimmen, kein Sitz
- Kukiz’15 3,5 % der Stimmen, kein Sitz
- Wahlkomitee für eine neue Sozialinitiative 2,2 % der Stimmen, kein Sitz

### Demographie
| Jahr | Einwohner | Anmerkungen |
| ---- | --------- | --- |
| 1793 | 012.538   | davon 7.437 Katholiken, 3.021 Juden, 1.918 Evangelische, 115 Calvinisten und 47 Griechisch-Orthodoxe |
| 1800 | 0 15.253  | davon 2.478 Juden |
| 1816 | 018.211   | bei 2.175 Feuerstellen, davon 5.000 Juden |
| 1837 | 032.456   | , davon 6.828 Juden |
| 1843 | 035.763   | [ 19 ] |
| 1858 | 047.540   | einschließlich 6.284 Militärpersonen, davon 30.813 Deutsche und 16.727 Polen; 17.892 sprechen nur deutsch, 4.966 nur polnisch und 24.682 sowohl deutsch als auch polnisch |
| 1861 | 051.253   | im Dezember, einschließlich 7.353 Soldaten (nach anderen 7.263), davon 34.580 Deutsche und 16.673 Polen; 22.390 sprechen neben dem Deutschen polnisch, 21.008 nur deutsch und 7.755 nur polnisch |
| 1864 | 052.484   | am 3. Dezember, davon 45.143 Zivilisten (22.924 Katholiken, 14.826 Evangelische und 7.361 Juden) und 7.341 Militärpersonen (5.724 Evangelische, 1.559 Katholiken und 58 Juden) |
| 1875 | 060.998   | [ 23 ] |
| 1880 | 065.713   | [ 23 ] |
| 1885 | 0 86.315  | [ 23 ] |
| 1890 | 069.627   | davon 23.102 Evangelische, 40.188 Katholiken, 6.166 Juden und 171 Sonstige (35.000 Polen) |
| 1900 | 117.033   | davon 37.412 Evangelische, 73.415 Katholiken und 6.206 Sonstige einschließlich Juden |
| 1905 | 136.808   | einschließlich der u. a. 6.381 aktive Militärpersonen beherbergenden Garnison (ein Grenadierregiment Nr. 1, zwei Infanterieregimenter Nr. 46 u. 47, ein Regiment Königsjäger zu Pferd Nr. 1, ein Feldartillerieregiment Nr. 20, ein Fußartillerieregiment Nr. 5 und ein Trainbataillon Nr. 5), davon 43.082 Evangelische, 87.613 Katholiken und 5.761 Juden (58.552 Deutsche, 78.309 mit polnischer und 206 mit anderer Muttersprache) |
| 1910 | 156.691   | am 1. Dezember, mit der Garnison (6209 Mann), davon 49.369 Evangelische, 99.157 Katholiken, 5590 Juden, 549 Sonstige (65.391 mit deutscher, 89.351 mit polnischer Muttersprache, 1333 Einwohner sprechen Deutsch und eine andere Sprache); nach anderen Angaben davon 49.456 Evangelische, 101.073 Katholiken und 6.162 Sonstige einschließlich Juden                                                                                  |
| 1931 | 248.608   | [ 23 ] |

| Jahr | Einwohner | Anmerkungen |
| ---- | --------- | ----------- |
| 2015 | 544.612   | im Juni     |
| 2020 | 533.830   | im Juni     |

## Kultur

### Sehenswürdigkeiten

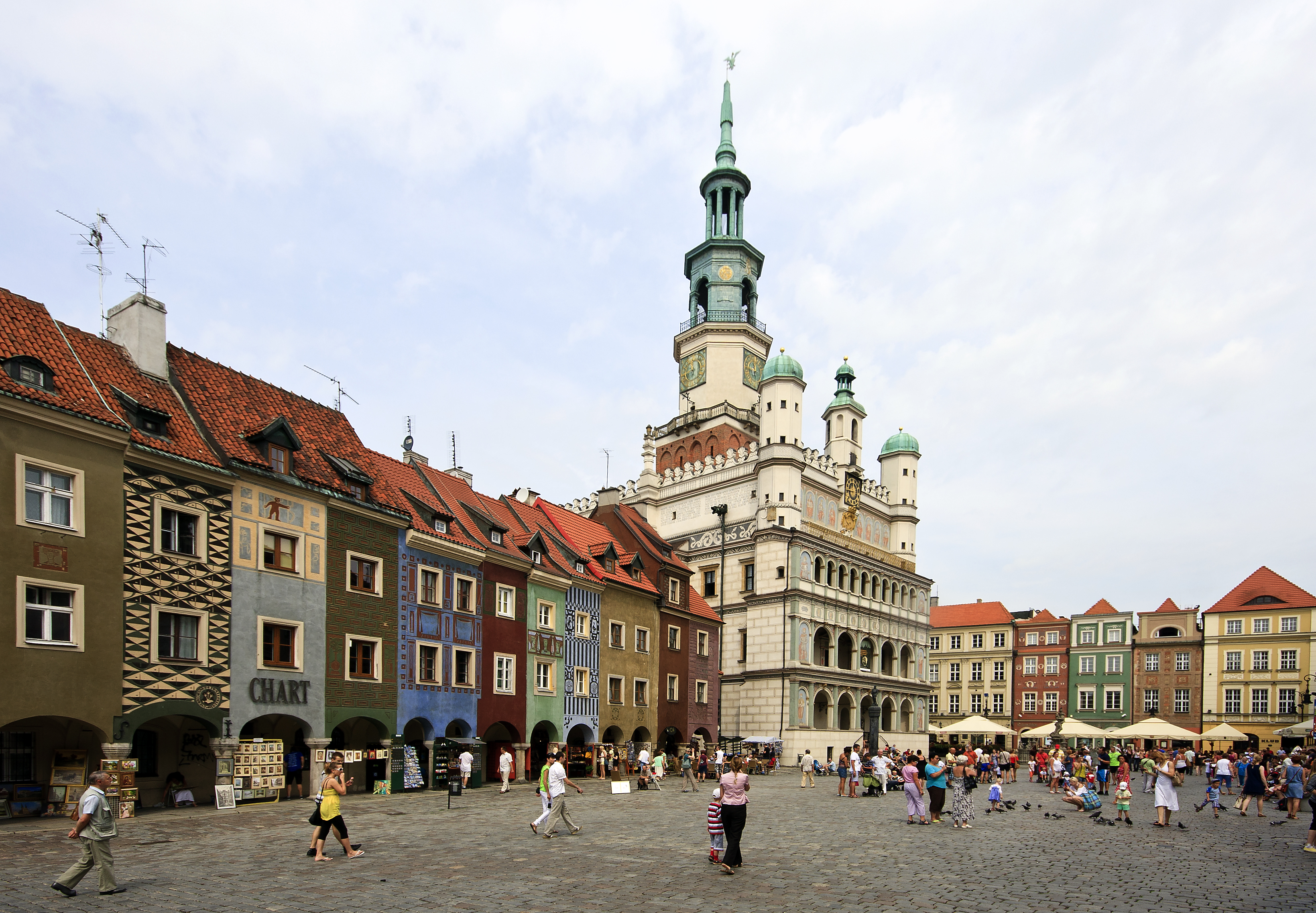
Alter Markt mit dem Alten Rathaus und den Krämerhäusern (2012)

Sehenswert ist die Altstadt mit dem Alten Rathaus und dem Alten Markt sowie die Kathedrale, die sich auf der Dominsel befindet. Sie ist den Heiligen Peter und Paul geweiht. Westlich gegenüber der Kathedrale steht die Marienkirche (Posen), eine Kirche der Backsteingotik. Im Zentrum der Stadt befindet sich das Stary Browar, ein 2003 eröffnetes Kultur- und Geschäftszentrum, das im Gebäude einer ehemaligen Brauerei eingerichtet wurde. Das bekannteste Charakteristikum der Stadt ist die Messe.
Eines der markanten neueren Bauwerke ist das ehemalige kaiserliche Residenzschloss. Es wurde nach 1945 als Rathaus benutzt und ist heute das Kulturzentrum „Zamek“. Es wurde 1905–1910 im Auftrag des deutschen Kaisers Wilhelm II. von dem Architekten Franz Heinrich Schwechten erbaut. Zu den zahlreichen zeitgenössischen Künstlern, die das prunkvolle Innere des Schlosses gestalteten, zählt auch der Kirchenmaler und Mosaizist August Oetken, der die prächtige, 1943 auf Anordnung des NS-Gauleiters Arthur Greiser abgetragene Schlosskapelle schuf. Das „Kaiserschloss Posen / Zamek cesarski w Poznaniu“ war 2003 Gegenstand einer Doppelausstellung in Potsdam und Poznań.
Die Route der Könige und Kaiser verbindet die wichtigsten Sehenswürdigkeiten der Stadt.
Posen besitzt (als einzige Stadt Polens) zwei Zoos, den 1874 gegründeten Alten Zoo (Stare Zoo; 4,4 Hektar) und den hundert Jahre später, 1974, eröffneten Neuen Zoo (Nowe Zoo; 116 Hektar). Während der Stare Zoo in erster Linie Reptilien, kleinere Primaten, Wasservögel und Huftiere zeigt, beherbergt der außerhalb der Stadt inmitten einer Wald- und Seenlandschaft gelegene Nowe Zoo auf weitläufigen Anlagen ca. 100 Säuger- und 56 Vogelarten sowie ein Insekten- und ein Nachttierhaus.

### Museen
Herausragend ist das Nationalmuseum Posen (Muzeum Narodowe); hier befinden sich mehrere wertvolle und bekannte Werke (Triptychon „Allegorie Modell der Welt und der Danziger Gesellschaft“, „Allegorie des Reichtums“ und „Allegorie des Hochmuts“, 1600) von Anton Möller (1563–1611, berühmt als der „Maler von Danzig“). Zum Nationalmuseum gehören auch Außenstellen außerhalb der Stadt, unter anderem in den großpolnischen Schlössern Rogalin, Gołuchów und Śmiełów. Weitere Museen in Posen sind:
- Archäologisches Museum (und Reservat „Genius loci“)
- Brama Poznania ICHOT
- Chiffrenzentrum Enigma
- Großpolnisches Militärmuseum
- Museum des Großpolnischen Aufstands 1918–1919
- Museum für Angewandte Kunst
- Musikinstrumentenmuseum
- Schokoladenmuseum
- Stadtverkehrsmuseum
- Völkerkundemuseum
- Wohnung und Arbeitsstätte von Kazimiera Iłłakowiczówna

### Gedenkstätten
Vor dem Residenzschloss steht das Kryptologen-Denkmal zu Ehren der drei polnischen Kryptoanalytiker Marian Rejewski (1905–1980), Jerzy Różycki (1909–1942) und Henryk Zygalski (1908–1978), die bereits 1932 die deutsche Rotor-Schlüsselmaschine „Enigma“ gebrochen haben. Der Volksbund Deutsche Kriegsgräberfürsorge hat in Posen eine Kriegsgräberstätte mit 14.645 deutschen Kriegstoten angelegt (Zahl von Dezember 2011).

### Religion

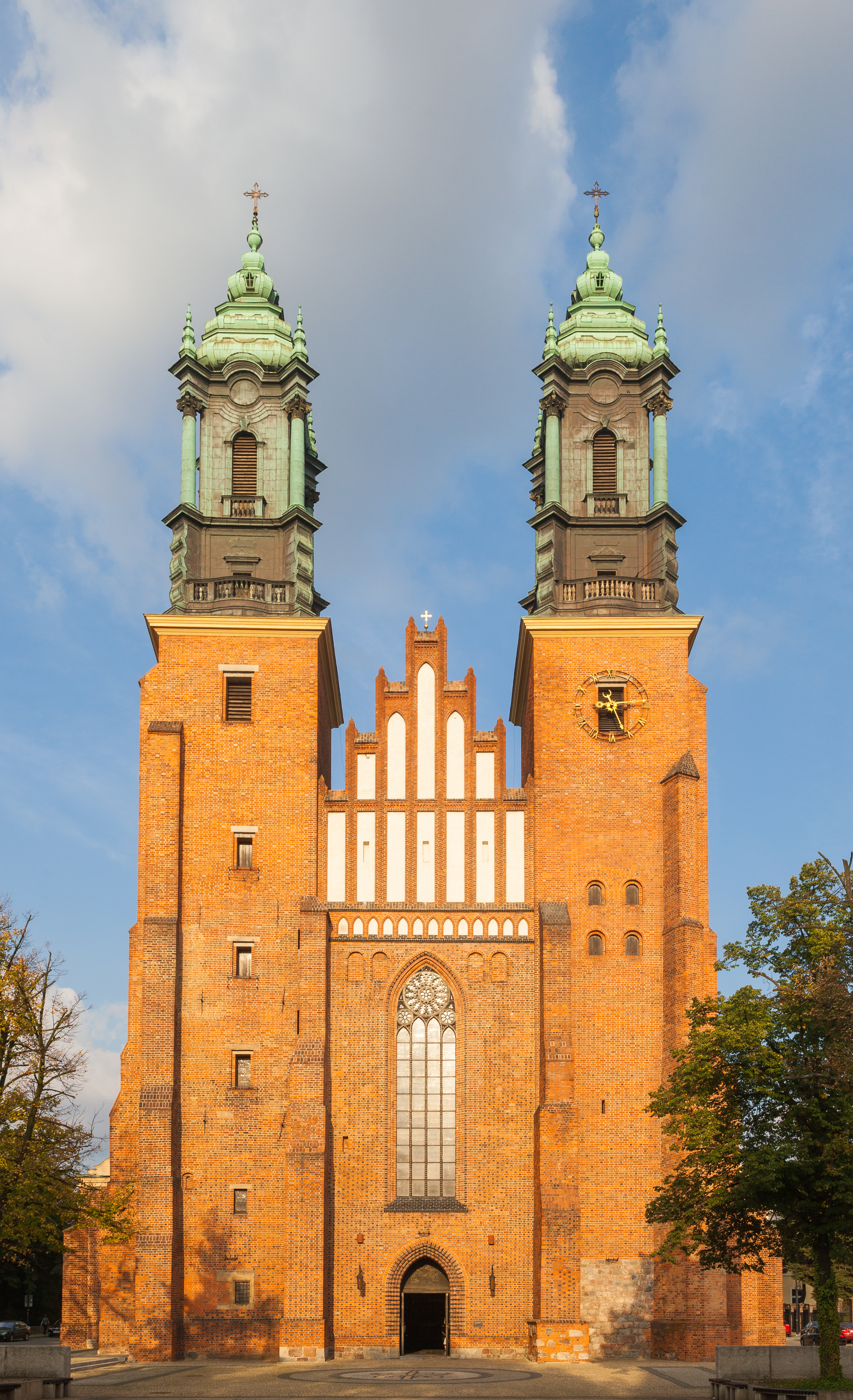
Posener Dom, Sitz des Bischofs seit dem Mittelalter (2014)

Der erste Bischof des Bistums Posen wurde Missionsbischof Jordanes, der direkt dem Papst in Rom unterstellt war. In Posen fand im 10. Jahrhundert höchstwahrscheinlich die Taufe des polnischen Fürsten Mieszkos I. statt, der die Christianisierung Polens einleitete. Im 16. Jahrhundert kamen die Jesuiten nach Posen, die bis Ende des 18. Jahrhunderts nicht nur die religiöse Entwicklung der Stadt prägten. Ab Anfang des 19. Jahrhunderts, als die Stadt Teil Preußens wurde, gewann durch die deutschen Einwanderer die evangelische Kirche der Stadt neue Gläubige. In der Zeit des Kulturkampfes erfuhr die evangelische Kirche besondere staatliche Unterstützung, während die katholische hingegen stark unter Druck geriet. Nach 1918 schrumpfte die Zahl der evangelischen Gläubigen in Posen jedoch stark und entspricht seit ca. 1924 dem polnischen Landesdurchschnitt. Eine der Hauptkirchen der evangelischen Gemeinde war die Erlöserkirche.

### Hochschulen

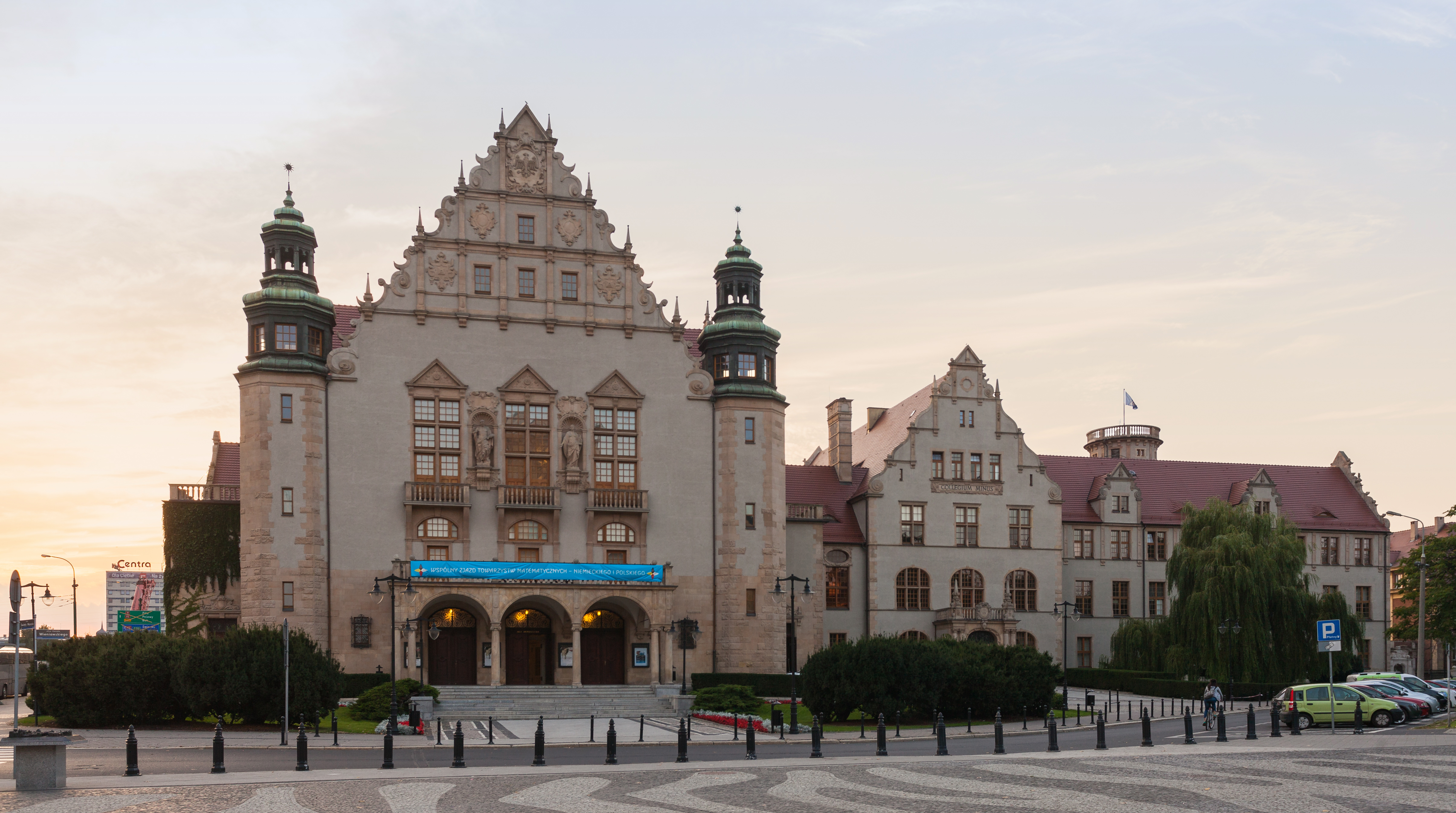
Das Collegium Minus der Adam-Mickiewicz-Universität (2014)

Die Stadt Posen beherbergt u. a. folgende Hochschulen:
- Adam-Mickiewicz-Universität Posen (UAM)
- Akademie für Leibeserziehung (Akademia Wychowania Fizycznego (AWF))
- Technische Universität Posen
- Medizinische Universität Posen
- Musikakademie Posen
- Magdalena Abakanowicz University of the Arts Poznan
- Uniwersytet Ekonomiczny (früher: Akademia Ekonomiczna) w Poznaniu (Wirtschaftsuniversität Posen)
- Uniwersytet Przyrodniczy (früher: Akademia Rolnicza im. Augusta Cieszkowskiego) w Poznaniu (Landwirtschaftliche Universität Posen)
- Uniwersytet Artystyczny (früher: Akademia Sztuk Pięknych) w Poznaniu (Kunstuniversität Posen)
- Fakultät für Sozialwissenschaften und Design der Uniwersytet Humanistycznospołeczny (Warschau)

### Veranstaltungen
Das internationale Film- und Musikfestival Transatlantyk wurde erstmals im August 2011 veranstaltet.

### Sport
Posen hat zwei bekannte Fußballvereine, den Erstligisten KKS Lech Posen und den Traditionsklub Warta Poznań, der derzeit in der zweitklassigen 1. Liga spielt.
Posen ist eine nationale Hockey-Hochburg: Mit Warta Poznań, WKS Grunwald Poznań, KS Pocztowiec Poznań und AZS AWF Poznań beherbergt die Stadt vier Spitzenklubs.
Bekannt ist in Posen die Regattastrecke auf dem Jezioro Maltańskie (Maltasee). Hier fanden unter anderem 2009 die Ruder-Weltmeisterschaften statt.

### Kulinarische Spezialitäten
Traditionell für Posen ist das Posener Martinshörnchen, das laut Gesetz nur in der Stadt und deren Umgebung hergestellt werden darf.

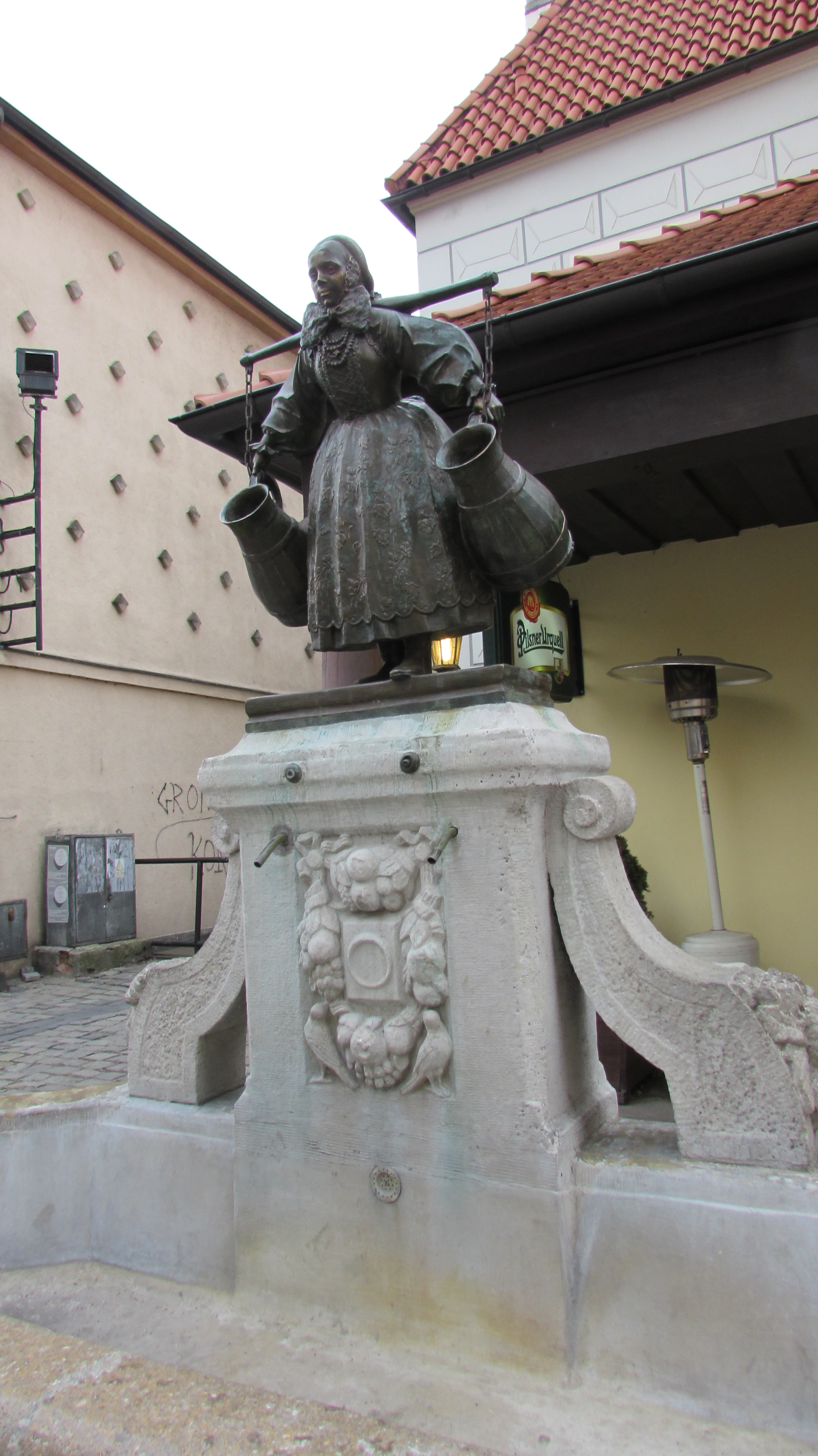
Ein Brunnen erinnert an die deutschen Siedler (2015)

### Bambrzy
Im heutigen Posener Stadtbereich wohnt seit dem 18. Jahrhundert eine Bevölkerungsgruppe mit fränkischen Vorfahren. Sie wird Bambrzy genannt, dieser Name geht auf die Stadt Bamberg zurück.

### Mundart
Posen ist polenweit durch seine Mundart bekannt. Sie wurde u. a. durch das Deutsche beeinflusst. Das wohl bekannteste Posener Wort ist pyry statt der anderswo gebräuchlichen Ausdrücke kartofle und ziemniaki für Kartoffeln. Weitere Beispiele:
| Posener Mundart | Deutsch     | Polnisch          |
| --------------- | ----------- | ----------------- |
| gira            | Bein        | noga              |
| bimba           | Straßenbahn | tramwaj           |
| szczun          | der Junge   | chłopak           |
| tytka           | Papiertüte  | torebka papierowa |

## Wirtschaft und Infrastruktur

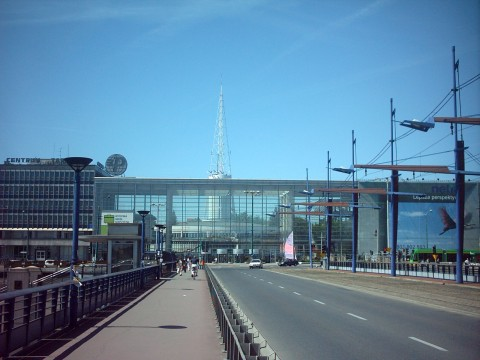
Blick von der Bahnhofsbrücke auf den Eingang zur Internationalen Messe Poznań

Posen zählt zu den wichtigsten mittel- und osteuropäischen Wirtschaftsstandorten. Es ist einer der wichtigsten Standorte für Industrie, Dienstleistungen und Handel in Polen. Wichtige Industriebranchen sind Maschinenbau, Elektrotechnik, Brauwesen und Metallindustrie. Das Volkswagen-Werk Posen ist 1993 aus einem Joint-Venture der Volkswagen AG mit dem polnischen Automobilhersteller Tarpan hervorgegangen. Seit 1996 ist es eine hundertprozentige Tochtergesellschaft des Volkswagen-Konzerns. Das Werk Posen stellt sowohl Bauteile für den Konzern wie auch Nutzfahrzeuge (Caddy, T6) her und ist der zweitgrößte Exporteur Polens.
Auch Gastronomie, Kultur, Fußball- (EM 2012) und Kongresstourismus trugen in den letzten Jahren erheblich zum Aufschwung bei. Die Arbeitslosigkeit ist die zweitniedrigste in Polen (nach Warschau).

### Messewirtschaft
Posen ist ein bedeutender internationaler Messestandort. Das erste Posener Messeprivileg stammt von 1254 und wurde von Przemysł I. erlassen. 1921 fand die erste moderne Posener Messe statt. Seit 1925 hat die Messe einen internationalen Charakter; nach dem Krieg wurde sie 1947 wiedereröffnet. Schwerpunkt sind Konsumgüter. Zu nennen sind die Nahrungsmittel- und Landwirtschaftsmessen POLAGRA-Food, POLAGRA-Gastro und POLAGRA-Premiery, die Bau- und Baumaschinenindustriemessen BUDMA und BUMASZ, ferner Messen für die holzverarbeitende und Möbelindustrie, Werkzeugmaschinen, Logistik und Verpackung sowie Umweltschutz. Seit 2013 ist die CEDE-Messe für Zahntechnik von Łódź nach Posen umgezogen. Der Markt für Zahntechnik in Polen ist sehr dynamisch.

### Automobilindustrie
Volkswagen Nutzfahrzeuge betreibt in Posen ein Automobilwerk, wo 6.800 Mitarbeiter den VW Caddy sowie einige Varianten des VW-Transporters T6 fertigen. MAN Truck & Bus, ein Unternehmen des zu VW gehörenden MAN-Konzerns, baut in Posen Stadtbusse.

### Verkehr

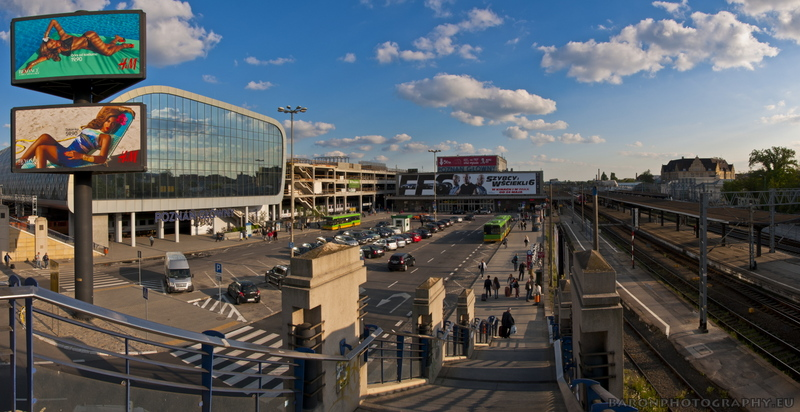
Poznań Główny, der Hauptbahnhof Posens

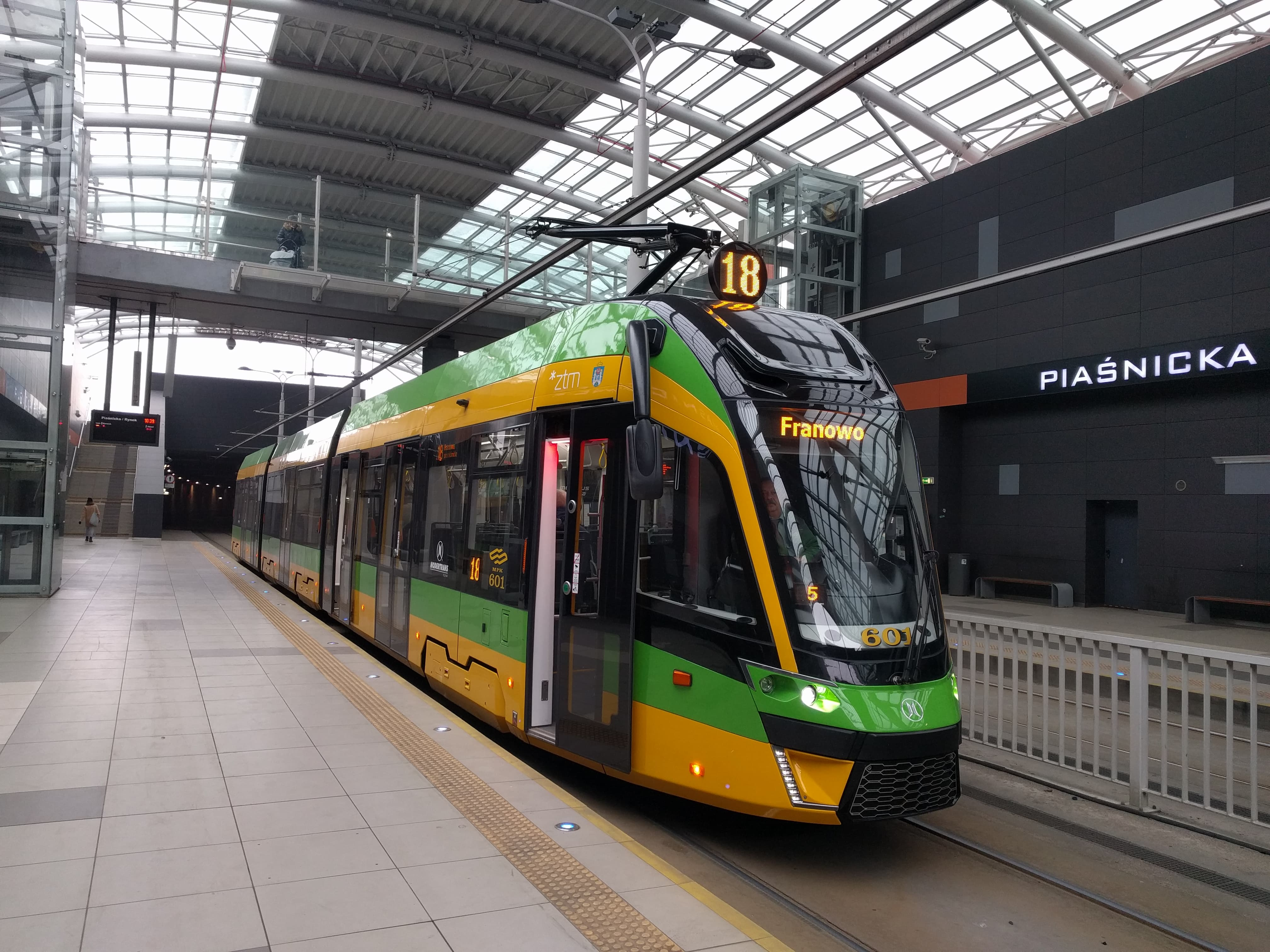
Moderus Gamma Straßenbahn in Posen

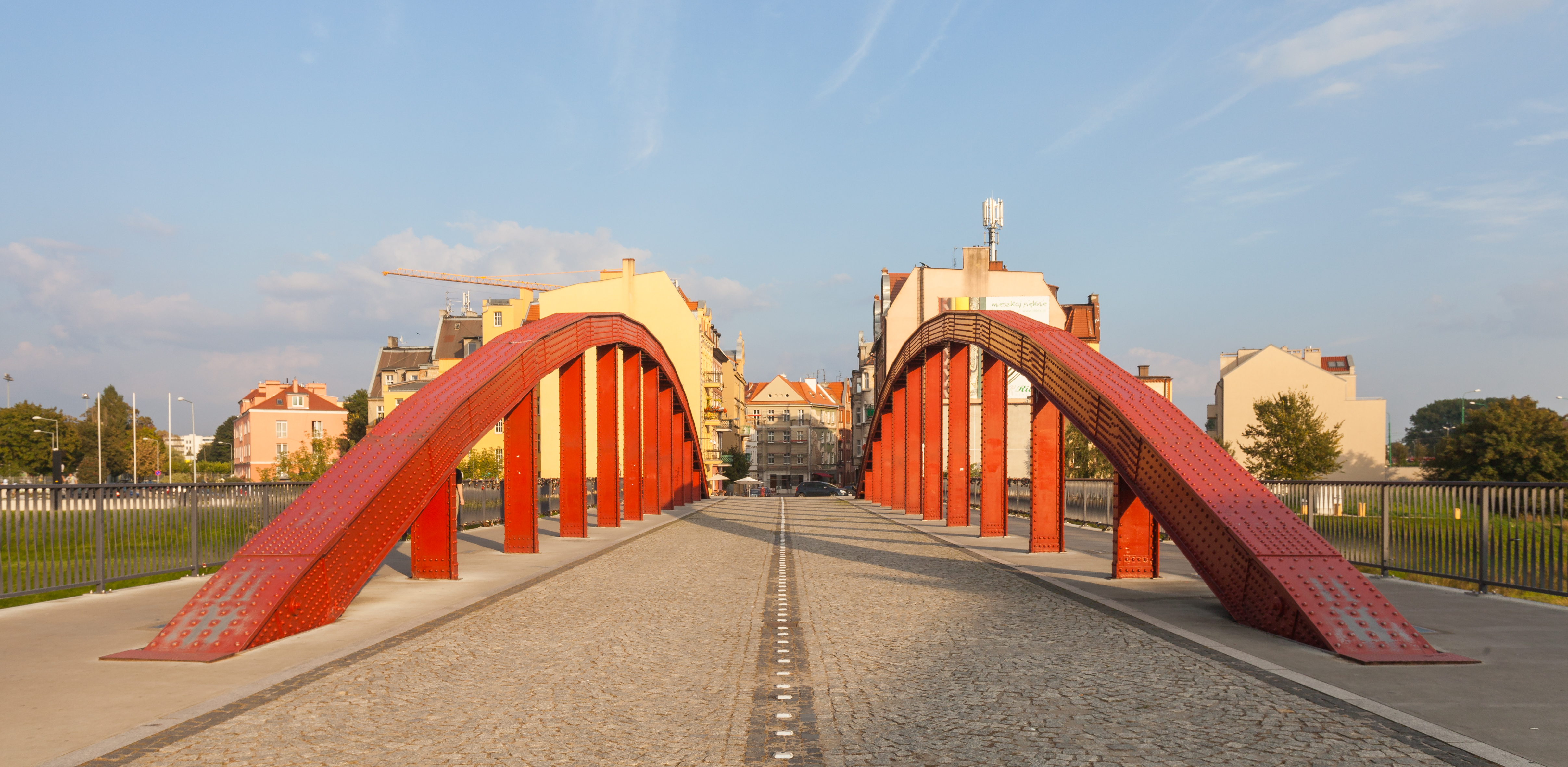
Bischof-Jordan-Brücke

Posen ist der wichtigste Verkehrsknotenpunkt im Westen Polens. Hier verlaufen die Autobahn A2 und Fernstraße DK92 von der deutschen an die belarussische Grenze über Warschau. Weitere wichtige Straßen sind die DK5 und die DK11.
Der Bahnhof Poznań Główny ist ein bedeutender Eisenbahnknotenpunkt mit Verbindungen nach Berlin (Bahnstrecke Frankfurt (Oder)–Poznań), Warschau–Minsk–Moskau (Bahnstrecke Warszawa–Poznań), Danzig, Allenstein, Kolberg, Katowice, Breslau (Bahnstrecke Wrocław–Poznań) und Stettin (Bahnstrecke Poznań–Szczecin).
Im Stadtteil Ławica in Posen befinden sich ein internationaler Flughafen und in Krzesiny der Militärflugplatz Poznań-Krzesiny.
Im Nahverkehr betreiben die Posener Verkehrsbetriebe (MPK Poznań) 56 Buslinien und 18 Straßenbahnlinien im Tagnetz und 21 Buslinien und eine Straßenbahnlinie im Nachtnetz.
Die nahe gelegene Motorsport-Rennstrecke Tor Poznań ist FIA-zugelassen, es werden aber auch Amateurrennen ausgetragen. Teilweise ist auch Training für PKW und Motorräder ohne Anmeldung möglich.

## Städtepartnerschaften
Posens Partnerstädte sind:
- Assen (Niederlande), seit 1992
- Brünn (Tschechien), seit 1966
- Charkiw (Ukraine), seit 1998
- Győr (Ungarn), seit 2008
- Hannover (Deutschland), seit 1979
- Jyväskylä (Finnland), seit 1979
- Kutaissi (Georgien), seit 2009
- Nablus (Palästina), seit 1997
- Grafschaft Nottinghamshire (Vereinigtes Königreich), seit 1994
- Pozuelo de Alarcón (Spanien), seit 1992
- Ra'anana (Israel), seit 2010
- Rennes (Frankreich), seit 1998
- Shenzhen (China), seit 1993
- Toledo (Ohio) (USA), seit 1991

### Monographien und Abhandlungen
- Heinrich Wuttke: Städtebuch des Landes Posen. Codex diplomaticus: Allgemeine Geschichte der Städte im Lande Posen. Geschichtliche Nachrichten von 149 einzelnen Städten. Leipzig 1864, S. 391–417 (books.google.de)
- Emil Oelschlaeger: Posen. Kurzgefasste Geschichte und Beschreibung der Stadt Posen. Ein illustrirter Führer für Einheimische und Fremde. Posen 1864 (books.google.de)
- A. Bäck: Die Provinz oder das Großherzogthum Posen in geographischer, statistischer und topographischer Beziehung. Posen / Berlin / Bromberg 1847, S. 82–90, Nr. 83 (books.google.de)
- Frieder Monzer: Posen, Thorn, Bromberg, mit Großpolen, Kujawien und Südostpommern. Trescher, Berlin 2012, ISBN 978-3-89794-201-1.
- Wilfried Gerke: Posener biographisches Lexikon. Lüneburg 1975, DNB 790241137.
- Wilfried Gerke: Die St.-Pauli-Kirchengemeinde in Posen. Lüneburg 1999, ISBN 3-87546-151-7.
- Gotthold Rhode: Geschichte der Stadt Posen. 1953.
- A. Angermann: Die evangelischen Kirchen des Posener Landes seit 1772, Festgabe des Posener Hauptvereins zur Haupt-Versammlung des Gustav Adolf Vereins in Posen, 23. bis 28. September 1912. Wirsitz.
- Martin Sprungala: Die Geschichte der Posener Kreise und kreisfreien Städte. Bad Bevensen 2007.
- Kaiserschloss Posen – Zamek cesarski w Poznaniu. Von der „Zwingburg im Osten“ zum Kulturzentrum „Zamek“ – Od pruskiej „warowni na wschodzie” do Centrum Kultury „Zamek”. Ausstellungskatalog. Stiftung Preußische Schlösser und Gärten Berlin-Brandenburg / Centrum Kultury Zamek w Poznaniu, Potsdam / Poznań 2003, ISBN 83-89313-17-0.
- Cornelia Östreich: „Des rauhen Winters ungeachtet …“ Die Auswanderung Posener Juden nach Amerika im 19. Jahrhundert. Hamburg 1997.
- Anna Moskal: Im Spannungsfeld von Region und Nation. Die Polonisierung der Stadt Posen nach 1918 und 1945. Harrassowitz, Wiesbaden 2013, ISBN 978-3-447-06755-3.
- Rudolf Jaworski, Witold Molik (Hrsg.): Denkmäler in Kiel und Posen: Parallelen und Kontraste. Ludwig, Kiel 2002, ISBN 3-933598-41-9 (eingeschränkte Vorschau in der Google-Buchsuche).
- Adolf Warschauer: Die Ueberschwemmungen in der Stadt Posen in den früheren Jahrhunderten. In: Zeitschrift der Historischen Gesellschaft für die Provinz Posen. Fünfter Jahrgang, Posen 1890, S. 155–180 (books.google.de)
- Rex Rexheuser: Juden im öffentlichen Raum einer christlichen Stadt. Posen im 16.–18. Jahrhundert. Harrassowitz, Wiesbaden 2017, ISBN 978-3-447-10792-1.